# Liste von Denkmälern König Friedrich Wilhelms I.
Diese Liste enthält Denkmäler über den preußischen König Friedrich Wilhelm I. (1688–1740).

## Geschichte
König Friedrich Wilhelm I., genannt der Soldatenkönig, war auf Grund seiner Strenge und Militarisierung der Gesellschaft bei seinen Untertanen nicht besonders beliebt.
Deshalb wurden zu seinen Lebzeiten und in den Jahren danach nur wenige Denkmäler für ihn errichtet.
Erst seit etwa 1855 kamen einige weitere dazu. Diese würdigten vor allem seine militärischen Erfolge. Seit etwa 1880 entstanden im Rahmen der stärkeren Heroisierung der Hohehzollern-Dynastie einige weitere. Das Denkmal in Böhmisch Rixdorf 1912 erinnerte an die Ansiedlung von Kolonisten auf seine Initiative hin.
Ab etwa 1944 wurden die ersten Denkmäler vorsorglich abgebaut, die meisten anderen verschwanden dann 1945 und danach. Lediglich das Denkmal in Stresow auf Rügen blieb stehen. 2004 wurde in Berlin-Mitte ein neues Denkmal von ihm innerhalb einer Kunstinstallation mit Teilen von Denkmälern aus verschiedenen Zeitepochen neu errichtet.

## Denkmäler
Erhalten sind Denkmäler in Stresow, Berlin (3×) und auf der Burg Hohenzollern.
Angegeben sind alle heute bekannten Denkmäler für König Friedrich Wilhelm I., es gab aber noch einige weitere. Nicht mehr bestehende Denkmäler sind kursiv gesetzt.
| Ort                                                | Bezeichnung                   | Jahr     | Bildhauer                       | Bild | Bemerkungen |
| -------------------------------------------------- | ----------------------------- | -------- | ------------------------------- | ---- | --- |
| Köslin (jetzt Koszalin), Hinterpommern, Marktplatz | Statue                        | 1724     | Johann Georg Glume              |      | aus Dankbarkeit für die Unterstützung beim Wiederaufbau der Stadt nach dem Stadtbrand von 1718; 1945 kurz vor Einmarsch der Roten Armee entfernt große Fragmente davon 2024 wiederentdeckt                                |
| Königsberg, Ostpreußem                             | Statue                        | 1730     | Johann Heinrich Meißner         |      | 1907 umgesetzt, 1945 zerstört |
| Gumbinnen, Ostpreußen, vor der Alten Regierung     | Statue                        | 1835     | Christian Daniel Rauch          |      | anlässlich der Erhebung zur Stadt 1724, 1945 beseitigt |
| Groß Stresow, Insel Rügen, Vorpommern              | Statue auf Preußensäule       | 1855     |                                 |      | in Erinnerung an die Kämpfe um Rügen um 1718, beschädigtes Original erhalten; außerdem neue Kopie auf der Preußensäule |
| Berlin, Ruhmeshalle; jetzt Burg Hohenzollern       | Statue                        | 1885     |                                 |      | später auf die Burg Hohenzollern, erhalten |
| Potsdam, Stadtschloss, Lustgarten                  | Statue                        | 1885     |                                 |      | Eröffnung mit aktiver Beteiligung des 88-jährigen Kaisers Wilhelm I.; 1945 zerstört |
| Nauen                                              | Büste auf einem Sockel,       | vor 1898 | Leopold Koch,                   |      | um 1945 beseitigt |
| Berlin, Siegesallee, jetzt in Spandau, Zitadelle   | Sandsteinstatue               | 1900     | Rudolf Siemering                |      | 1945 abgebaut, später in Zitadelle |
| Böhmisch Rixdorf (jetzt Berlin-Neukölln)           | Statue                        | 1912     |                                 |      | erhalten |
| Berlin-Mitte, Linienstraße 14                      | Bronzierte Gipsstatue (Kopie) | 2004     | Michael Clegg & Martin Guttmann |      | Kunstinstallation, mit Bestandteilen von Denkmälern aus verschiedenen Zeiten, Statue nach Gipsmodell von Heinrich Bettkober von 1797, das in das Hohenzollernmuseum in Berlin kam, ist seit den 1940er Jahren verschollen |